# Превит, Фрэнк
Фрэнк Джон Превит (Franke Previte) — американский композитор, занимающийся написанием песен к фильмам и телевизионным сериалам. Он наиболее известен как один из авторов песни «(I’ve Had) The Time of My Life» из фильма «Грязные танцы», которая была отмечена премиями «Оскар» и «Золотой глобус». Превит написал слова этой песни и помогал написать музыку Дональду Марковицу и Джону Дениколе. Он также был певцом и фронтменом рок-группы Franke and the Knockouts из Нью-Джерси, выступавшей в 1980-е годы.